# Tuberositas tibiae

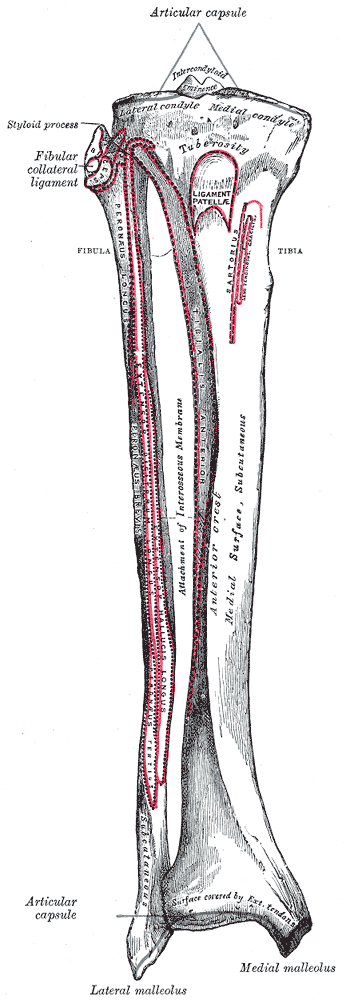
Weergave van de tibia (scheenbeen)

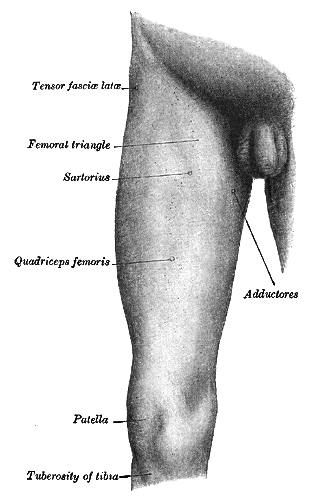
Weergave van de tuberositas tibiae

De tuberositas tibiae is een kleine verdikking anterior (aan de voorzijde), proximaal (dichtbij het lichaam) en mediaal (in het midden) op het scheenbeen (tibia). Het zit onder de mediale condylus van het scheenbeen.